# Kolga (Kuusalu)
Kolga (Duits: Kolk) is een plaats in de Estlandse gemeente Kuusalu, provincie Harjumaa. De plaats heeft de status van groter dorp of ‘vlek’ (Estisch: alevik).

## Bevolking
De plaats had 454 inwoners op 31 december 2011 en 450 inwoners op 31 december 2021.

## Ligging
Het dorp ligt ca. 5 km van de Baai van Kolga (Kolga laht) vandaan, een onderdeel van de Finse Golf. Langs de zuidgrens loopt de Põhimaantee 1, de hoofdweg van Tallinn naar Narva. De Tugimaantee 85, de secundaire weg van Liiapeksi naar Loksa, takt hier af van de Põhimaantee 1.
Het dorp ligt aan het bekende Viru-veenmoeras met zijn pingoruïnes.

## Geschiedenis
Kolga werd voor het eerst genoemd in 1241 onder de naam Holki. Een alternatieve naam was Pøtræth. Het gebied behoorde toe aan Cisterciënzer monniken uit Gotland. In 1519 verviel het aan de Deense kroon. In 1586, na de Lijflandse Oorlog, was er sprake van een landgoed Kolcka. Later behoorde het toe aan de families de la Gardie en von Stenbock, die ook het landgoed van Kiiu in bezit hadden.
Het landhuis van het landgoed dateert uit de late 17e of vroege 18e eeuw en werd in de jaren twintig van de 19e eeuw ingrijpend verbouwd. Het doet nu dienst als hotel, restaurant en conferentiecentrum. Een aantal bijgebouwen is ook bewaard gebleven, sommige in goede staat, andere als ruïne.
In 2005 kreeg Kolga de status van vlek (alevik).

## Foto's

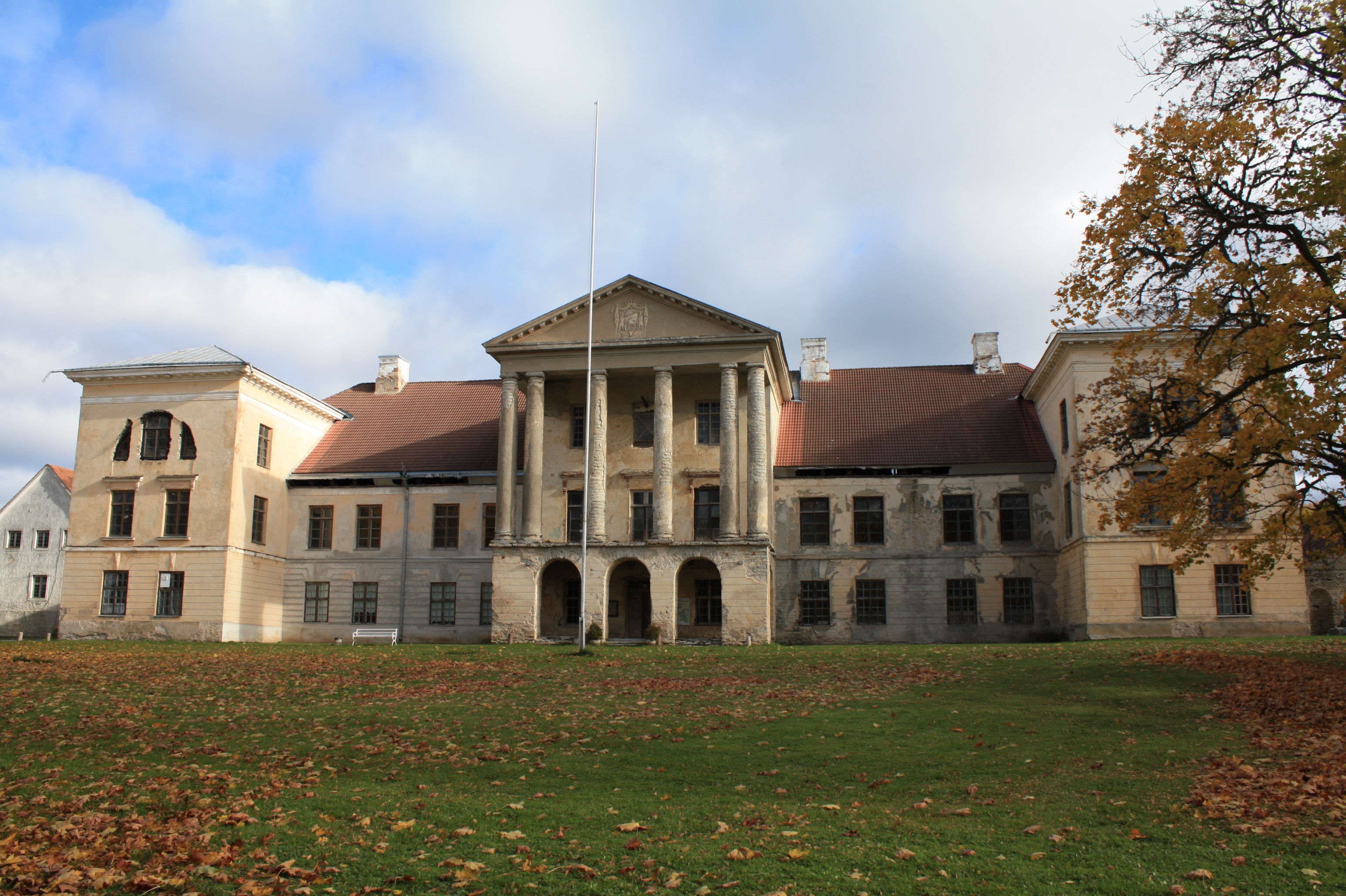
Landhuis van Kolga
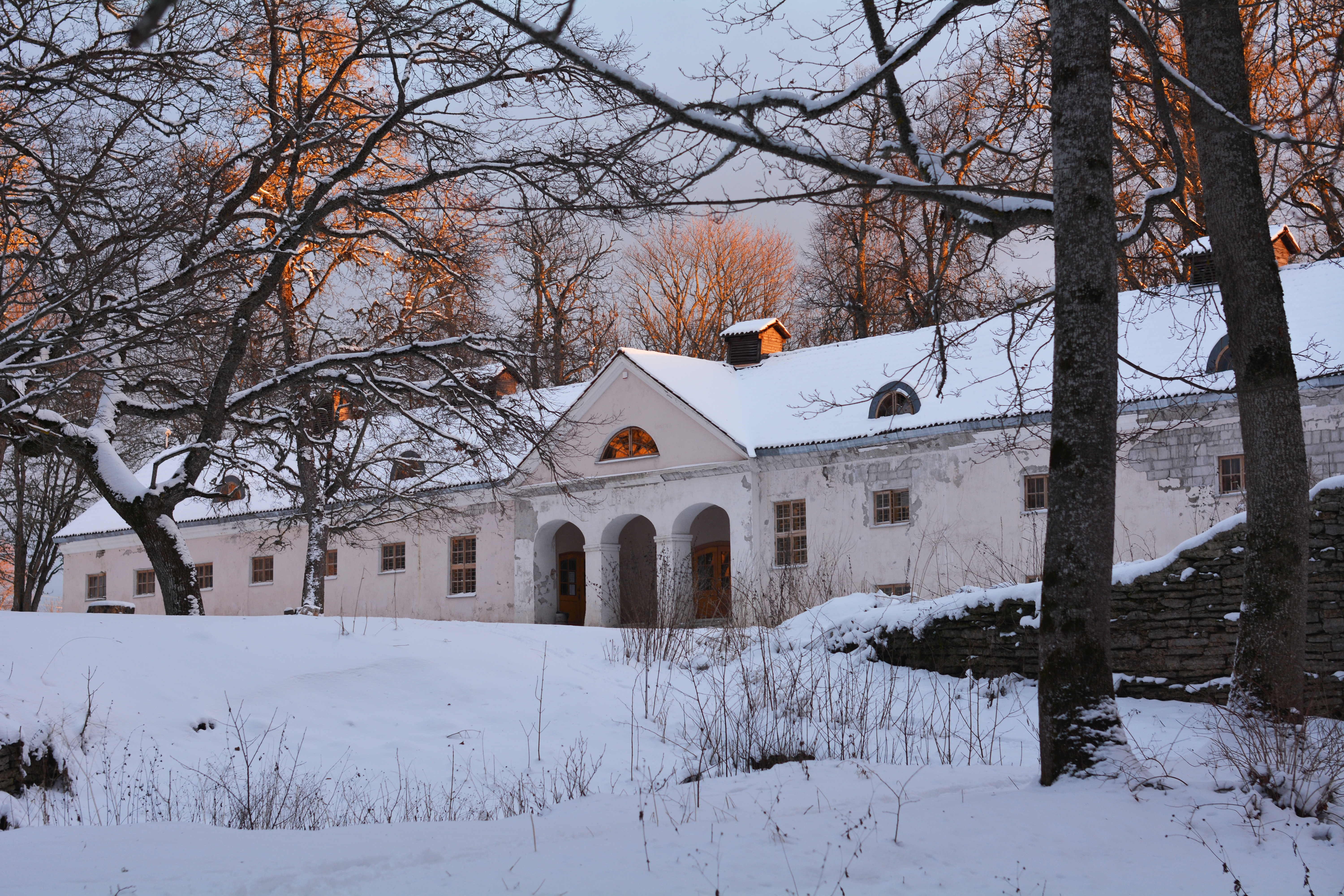
De vroegere paardenstal
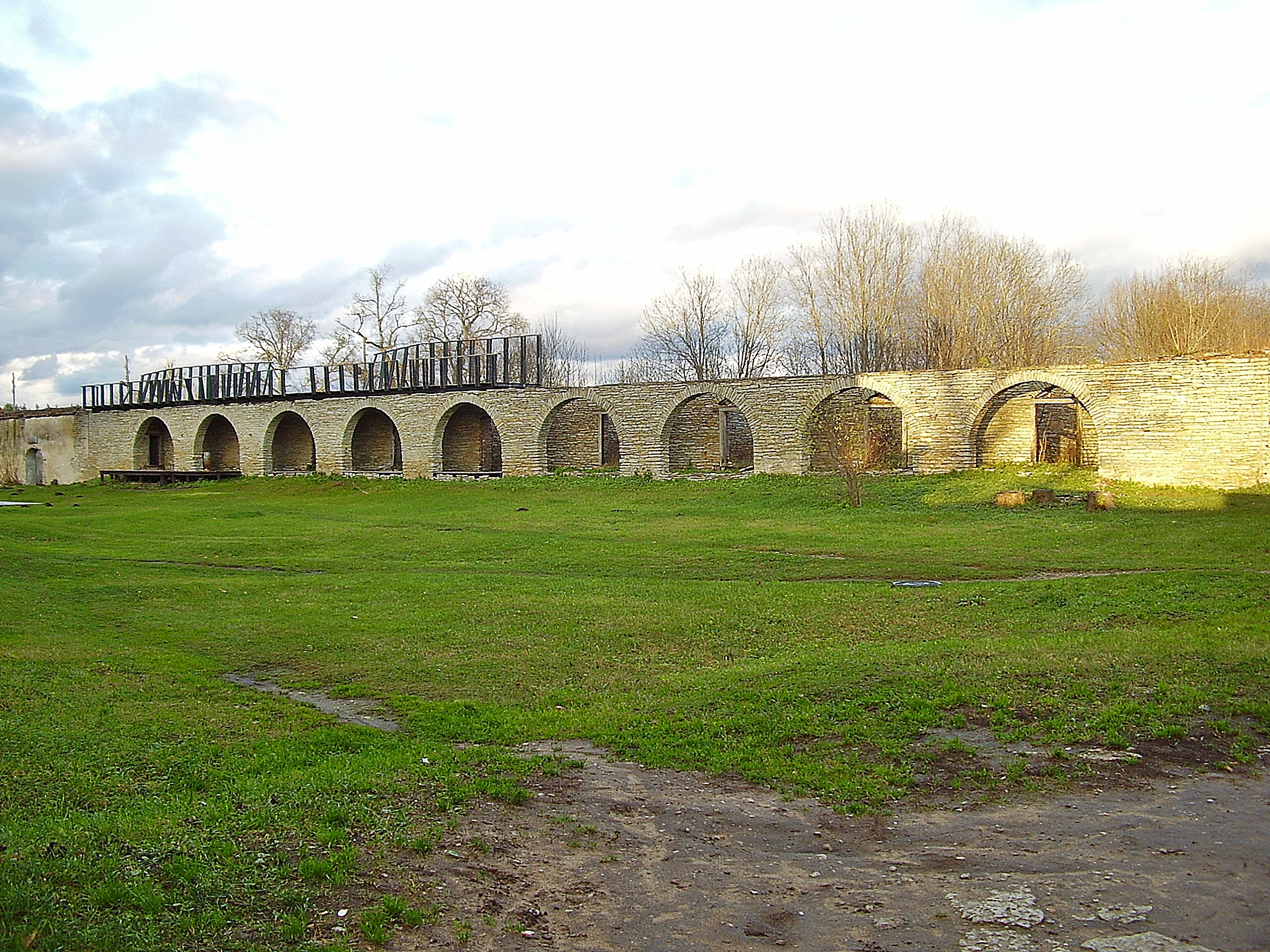
Een vroegere opslagruimte
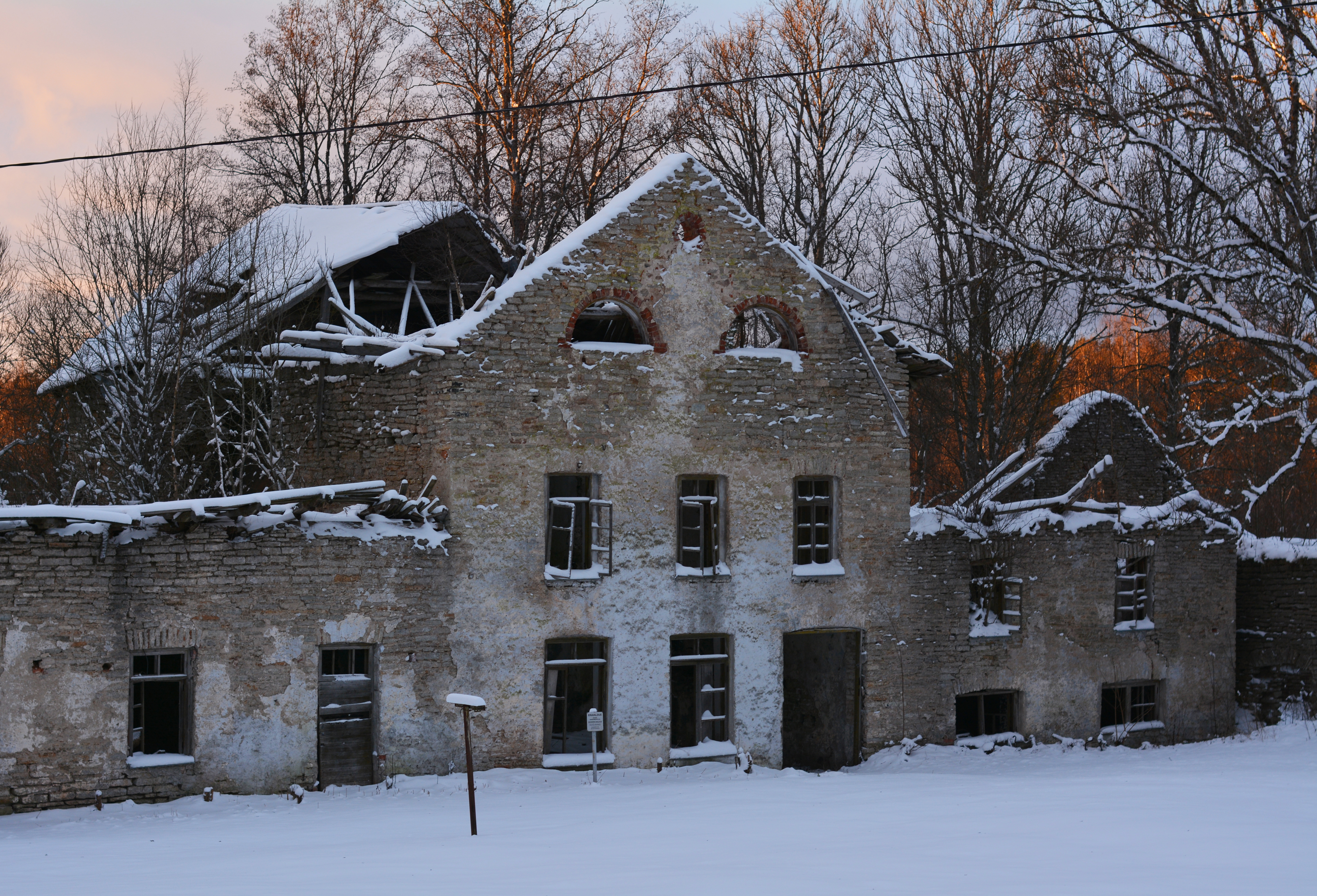
De vroegere wodkastokerij
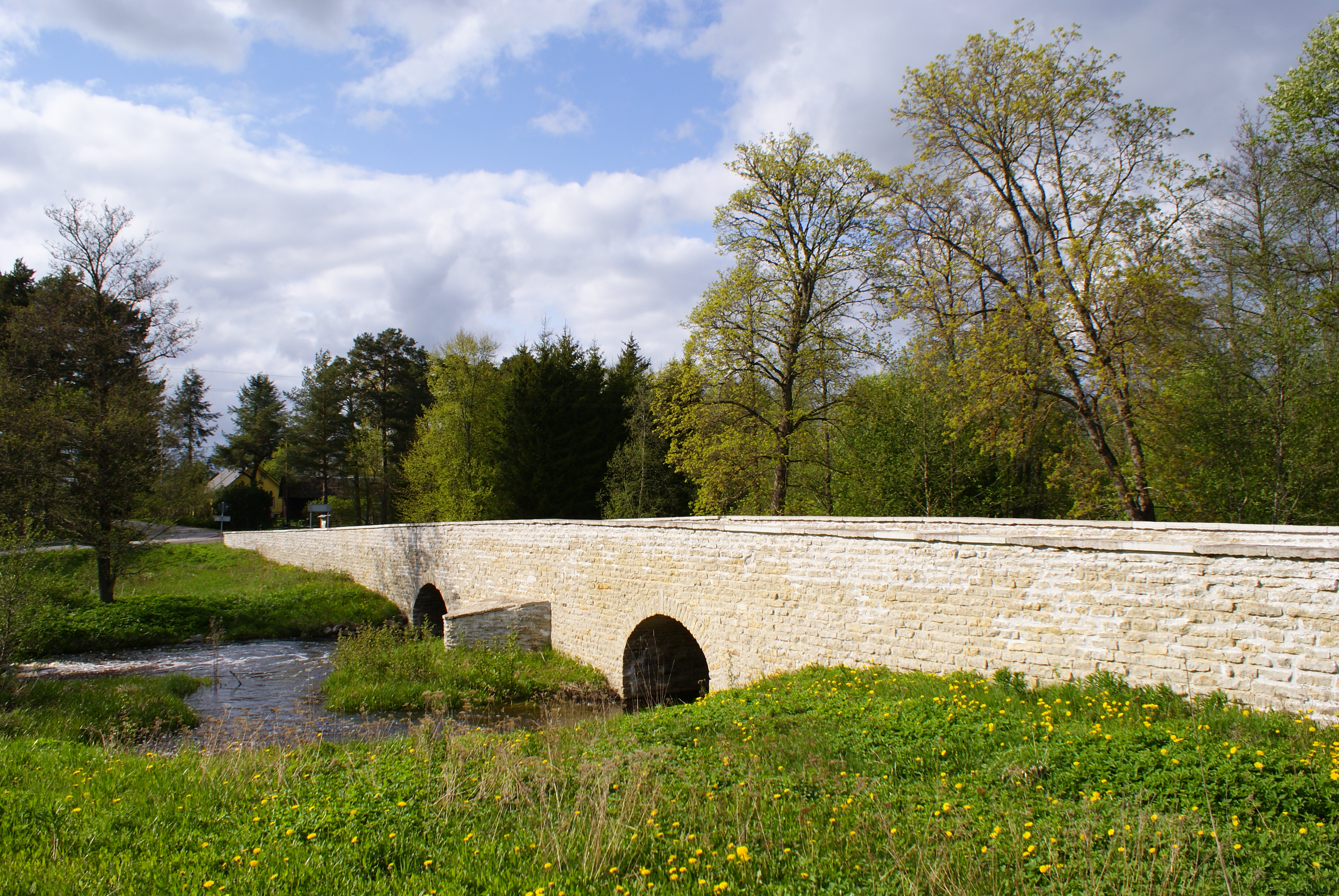
Brug in het park bij het landgoed
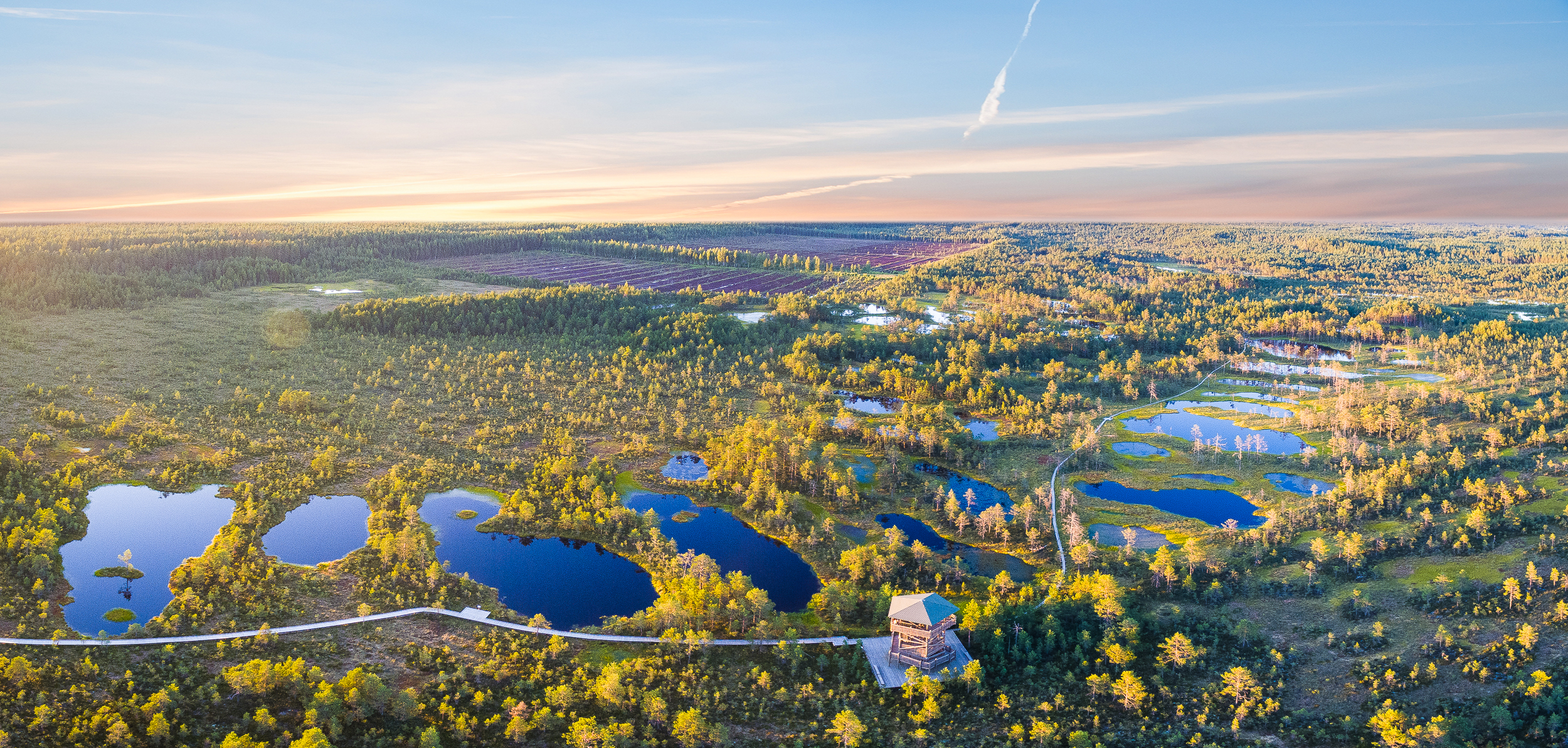
Viru-moeras. Op de voorgrond een uitzichttoren.